# 階段のうた
『階段のうた』（かいだんのうた）は2010年10月21日から2012年3月29日まで、毎週木曜日の21:54 - 22:00（JST）にTBSテレビで放送されていた2分間のショートドラマである。
同じタイトルであるが、3か月ごとに異なる物語になっており、全6作が制作された。全作の主演が市川実日子だった。

## season1
2010年10月21日から同年12月30日に放送。

### 登場人物・キャスト
みなみ珠子（市川実日子）
主人公。東京・赤坂にあるデザイン会社の営業職をしている。毎週木曜日の21:54に自宅に帰宅する。会社の中で「ひとり革命」を起こそうとする。
加藤恭子（江口のりこ）
珠子と同期で、同じデザイン会社に勤めている。
謎の人影・謎の声（西島秀俊）
謎に包まれている。

### スタッフ
- 詩・原案：茨木のり子
- 脚本：太田麻衣子
- プロデューサー：松本彩夏、関友彦
- 監督：芳賀薫
- 製作：イースト、TBS

## season2
2011年1月6日から同年3月31日に放送。

### 登場人物・キャスト
見田きなこ（市川実日子）
主人公。「なんでもさがし相談所」で近所の「さがしもの依頼」を受ける。本職は不明。何でも探すことが得意。
春野虎太郎（齋藤隆成）
きなこの相棒。本職は中学生。ピーコートの胸と背中に虎を飼っている。

### スタッフ
- 脚本：太田麻衣子
- プロデューサー：松本彩夏、関友彦
- 監督：宇田川美紀
- 製作：イースト、TBS

## season3
2011年4月7日から同年6月30日に放送。

### 登場人物・キャスト
天子さん（市川実日子）
主人公。カフェ「Table（ターブル）」のウェイトレス。
マスター（長塚京三）
「Table」のマスター。
マッチ売りの男（ムロツヨシ）
「Table」に入れ替わり立ち代わりやってくる男。
謎の美人客（真木よう子）
マッチ売りの男を追い続ける謎の女。

### スタッフ
- 脚本：太田麻衣子
- プロデューサー：松本彩夏、関友彦
- 監督：山田エイジ
- 製作：イースト、TBS

## season4
2011年7月7日から同年9月29日に放送。全13回。

### 登場人物・キャスト
日向子（市川実日子）
主人公。32歳。階段を散歩するのを日課にしている。
コドモ（笹岡サスケ）
ミライノコドモ（西島秀俊）

### スタッフ
- 詩・原案：谷川俊太郎「私の胸は小さすぎる」（角川学芸出版）
- 脚本：太田麻衣子
- 監督・演出：長島翔
- プロデューサー：松本彩夏
- 制作：イースト、TBS

※第49回ギャラクシー賞 受賞作品

### 挿入歌
- ビートたけし「TAKESHIの、たかをくくろうか」（作詞：谷川俊太郎、作曲：坂本龍一）

## season5「作家、瀬木葉子の右手」
2011年10月6日から同年12月29日に放送。このシーズンのみサブタイトルが付いた。

### 登場人物・キャスト
瀬木葉子（市川実日子）
主人公。作家。ある日右手が痛み出し何も書けなくなる。
医者（北村有起哉）
葉子の主治医。
DJ（ピエール瀧）

### スタッフ
- 脚本：太田麻衣子
- 監督：長島翔
- 制作：イースト、TBS

## Season6
2012年1月5日から同年3月29日まで放送された、最終シリーズ。

### 登場人物・キャスト
さちこ（市川実日子）
主人公。
20年後のさちこ（いしだあゆみ）
20年後の主人公。
がく（古河耕史）
さちこの夫。

### スタッフ
- 原案：茨木のり子
- 脚本：太田麻衣子
- 制作：イースト、TBS